# Storm Front
Storm Front es el undécimo álbum de estudio de Billy Joel, lanzado en 1989. El álbum contiene uno de los tres éxitos #1, "We Didn't Start the Fire", una canción que menciona rápidamente algunos de los mayores eventos históricos que han tenido lugar durante su tiempo. "I Go to Extremes", una canción que describe las subidas y bajada de su vida, colocado en el #6. Otras canciones que se ubicaron en el top 100 son "And So It Goes" (#37), "That's Not Her Style" (#77), y "The Downeaster "Alexa"" (#57). 
El álbum por sí solo alcanzó el #1 en las listas.

## Lista de canciones
Todas las canciones por by Billy Joel.
1. "That's Not Her Style" – 5:10
2. "We Didn't Start the Fire" – 4:50
3. "The Downeaster "Alexa"" – 3:44
4. "I Go to Extremes" – 4:23
5. "Shameless" – 4:26
6. "Storm Front" – 5:17
7. "Leningrad" – 4:06
8. "State of Grace" – 4:30
9. "When In Rome" – 4:50
10. "And So It Goes" – 3:38

| Predecesor: Warragul de John Williamson | Lista de álbumes en Australia por ARIA - Álbum número uno 6 de noviembre - 19 de noviembre de 1989 | Sucesor: Heart of Stone de Cher |

- Datos: Q913805